# Cleòmac de Magnèsia

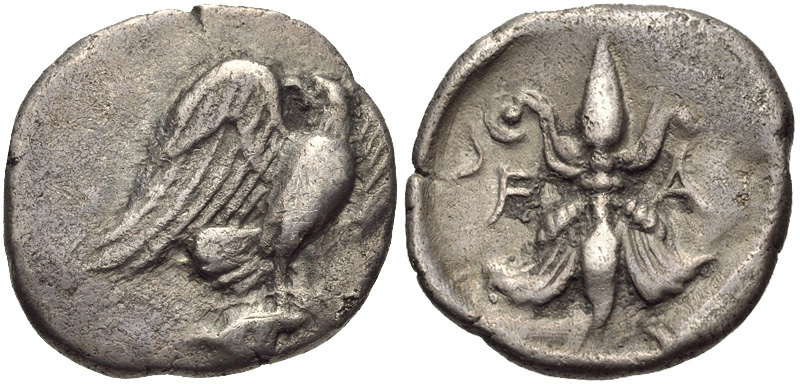
Hemidracma d'Olímpia, datat entre el 87 (432 aC) i el 90 (420 aC) dels Jocs.

Cleòmac de Magnèsia (en llatí Cleomachus, en grec antic Κλεόμαχος) fou un poeta líric grec que en un primer moment va ser boxejador. Enamorat perdudament es va dedicar a escriure poemes eròtics i molt llicenciosos, segons diu Estrabó.
De les semblances d'estil entre aquest poeta i el poeta Gnesip (Gnesippus), es pot deduir que era el seu pare, però Estrabó el menciona com un dels personatges més cèlebres de Magnèsia i cronològicament seria posterior a Gnesip. De vegades se'l confon amb el poeta Cleòmac, contemporani de Cratí d'Atenes.